# Каза Серена (Империја)
Каза Серена је насеље у Италији у округу Империја, региону Лигурија.
Према процени из 2011. у насељу је живело 168 становника. Насеље се налази на надморској висини од 210 м.